# Dialektologia miejska
Dialektologia miejska – dział językoznawstwa zajmujący się badaniem języka miejskiego, ściślej – mówionej odmiany języka narodowego: ogólnej, potocznej, gwarowej, żargonowej we wzajemnych relacjach, używanej przez mieszkańców danego miasta, na całym jego obszarze, we wszystkich przejawach życia społecznego.